# Antti Kukkonen
Antti Kukkonen, född 3 oktober 1889 i Kontiolax, Finland, död 14 februari 1978 i Joensuu, Finland var en finländsk präst och politiker.
Kukkonen var ledamot av riksdagen 1919-45 och 1954-62. Han var en central gestalt inom agrarernas riksdagsgrupp. På 1930-talet framträdde han som en förkämpe för den parlamentariska demokratin. Han var undervisningsminister 1924, 1927-28, 1929-30, 1931-32, 1936-37, 1940-41 och 1941-43. Som sådan motverkade han de totalitära idéernas spridning till skolorna.
Vid krigsansvarighetsprocessen 1946 dömdes Kukkonen till två års fängelse, men försattes redan 1947 på fri fot.
Efter kriget på 1950-talet förmådde han aldrig uppnå samma ställning som han hade haft innan.